# 山口反应
山口反应（Yamaguchi reaction），又称山口酯化，山口内酯化等。现代有机合成中常用的酯化反应技术。多见于天然产物大环内酯的人工全合成中。

## 反应
山口反应是日本化学家山口勝于1979年发明的一种酯化技术。通过2,4,6-三氯苯甲酰氯与羧酸底物作用生成混酐使羧酸得以活化，继而与醇试剂顺利作用成酯。DMAP为酯化的催化剂。

## 机理
早期山口提出反应是通过羧酸与2,4,6-三氯苯甲酸的混酐和醇作用而得到期待的酯。反应对混酐两个羰基的区域选择性是基于2，6位上氯原子的位阻效应而形成。近期的研究报告表明一部分混酐生成后很快与未反应的羧酸生成酸酐，然后酸酐再与醇作用得到酯。

## 应用
山口反应既可以用于普通酯的生成，也可以用于内酯的生成。对于大环内酯的生成尤为有效，所以在现代天然产物全合成研究中得到非常广泛的应用。